# Cologania broussonetii
Cologania broussonetii là một loài thực vật có hoa trong họ Đậu. Loài này được (Balb.) DC. miêu tả khoa học đầu tiên.